# Pantur Silaban
Pantur Silaban (ur. 11 listopada 1937 w Sidikalang, zm. 1 sierpnia 2022 w Bandungu) – indonezyjski fizyk. Specjalizował się w fizyce teoretycznej. 
W 1964 r. ukończył fizykę w Instytucie Technologii w Bandungu. W 1967 r. wyjechał do Stanów Zjednoczonych, aby studiować ogólną teorię względności w Central Studies of Gravitation na Uniwersytecie w Syracuse, pod kierunkem Petera Bergmanna i Joshui N. Goldberga. Ostatecznie doktoryzował się na podstawie rozprawy pt. Null Tetrad Formulation of the Equations of Motion in General Relativity (1971). W 1972 r. wrócił do Indonezji i zaczął wykładać w Instytucie Technologii w Bandungu. W 1995 r. został powołany na stanowisko profesora, a w 2002 r. przeszedł na emeryturę.  

## Publikacje
- Null Tetrad Formulation of the Equations of Motion in General Relativity (1971)